# Familia de Verona
La familia da Verona (de Verona) fue una noble familia italiana de origen lombardo. La familia es notable debido a que gobernó una parte de la Triarquía de Negroponte, un estado de los cruzados en Grecia, entre 1204 y 1470.

## Miembros
- Giberto I da Verona:
  - Alberto da Verona
  - Guglielmo da Verona
    - Giberto II da Verona
      - Guglielmo da Verona
      - Francesco da Verona
      - Beatrice da Verona

    - Guglielmo II da Verona
    - Margherita da Verona
    - Felisa da Verona
    - Porzia da Verona
    - Francesco I da Verona
    - Corrado Lorea
    - Agnese da Verona

  - Francesco da Verona
    - Bonifacio da Verona
      - Marulla da Verona
      - Helena da Verona
      - Tommaso da Verona